# Schichau Unterweser
Le chantier naval Schichau Unterweser AG (SUAG) a été fondé à Bremerhaven en avril 1945 sous le nom de F. Schichau Aktiengesellschaft par Hermann Noë. Après un départ difficile, l’entreprise est devenue un chantier naval de premier plan spécialisé dans la construction de remorqueurs. En raison de la crise des chantiers navals, F. Schichau a fusionné en 1972 et 1988 et finalement, après plusieurs faillites, s’est retrouvé intégré au sein de la société Schichau-Seebeckwerft (SSW) GmbH.

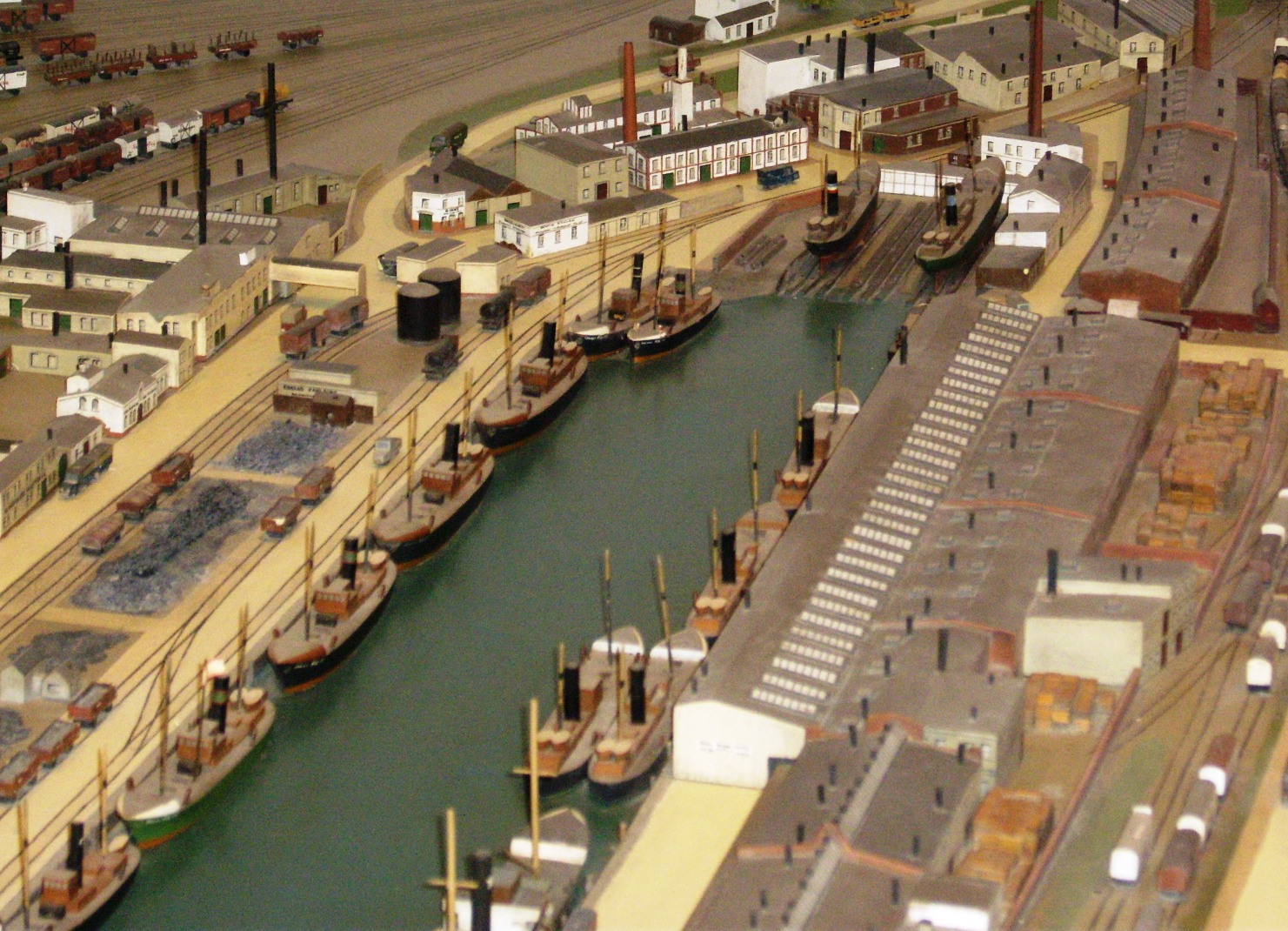
Maquette de la cale SUAG dans le port de pêche d’Ostufer.

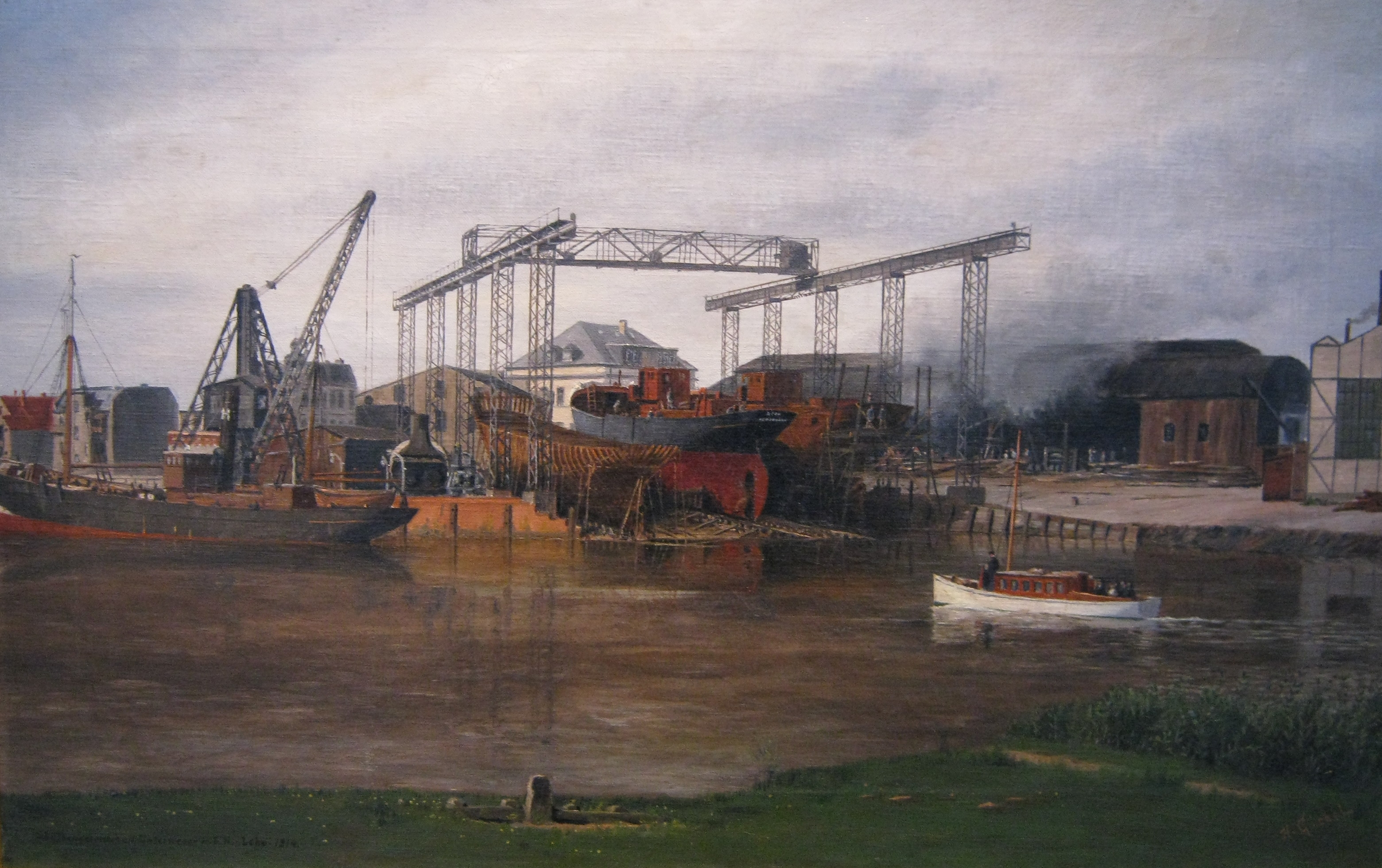
Le Roon était un bateau à vapeur de pêche achevé en 1914 par le chantier naval Schiffbaugesellschaft Unterweser. Le navire portait le numéro de coque 0100 et a été livré à la compagnie maritime Nordsee le 27 juin 1914.

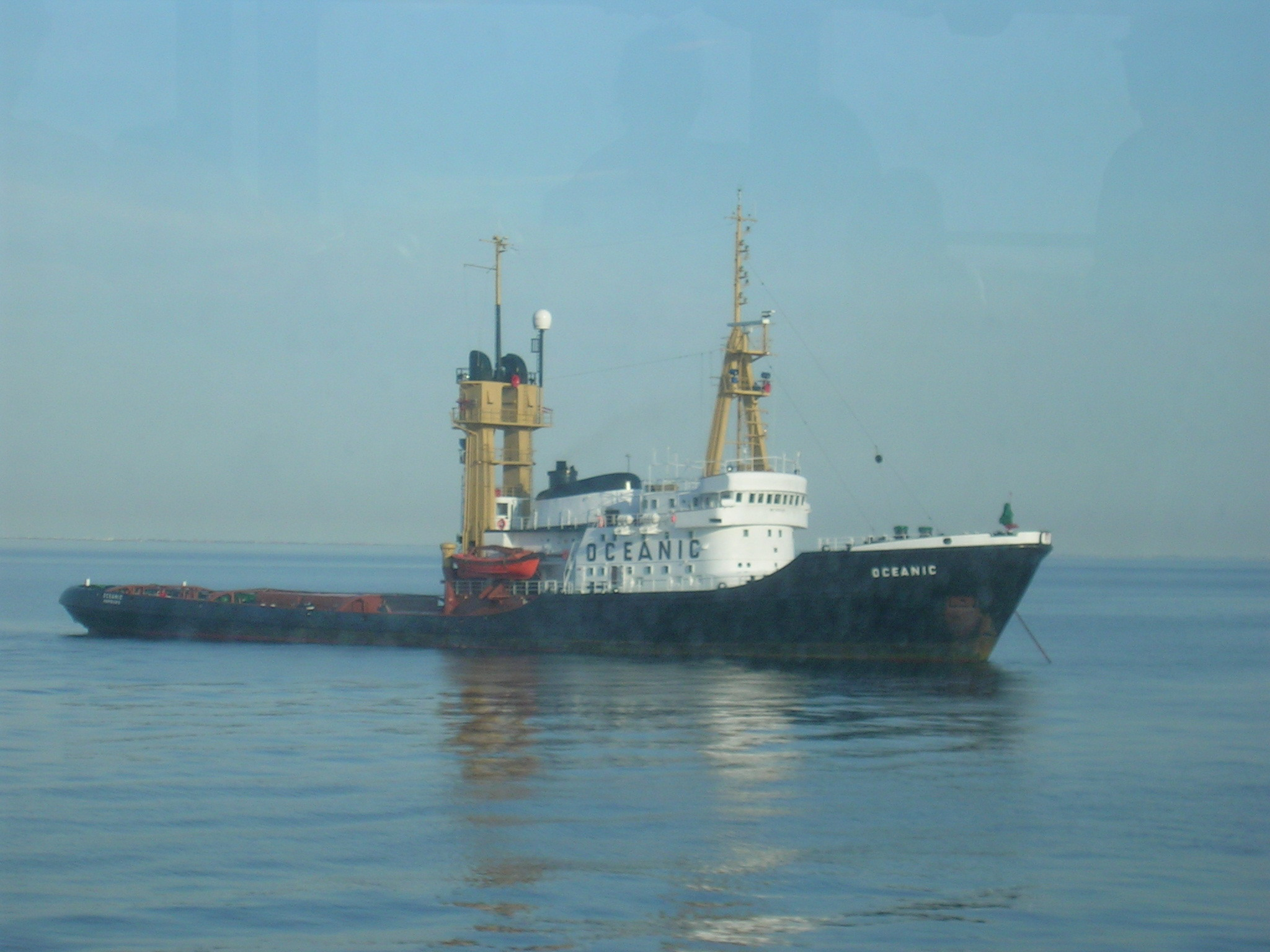
L’Oceanic utilisé comme remorqueur de sauvetage, livré par F. Schichau en 1969

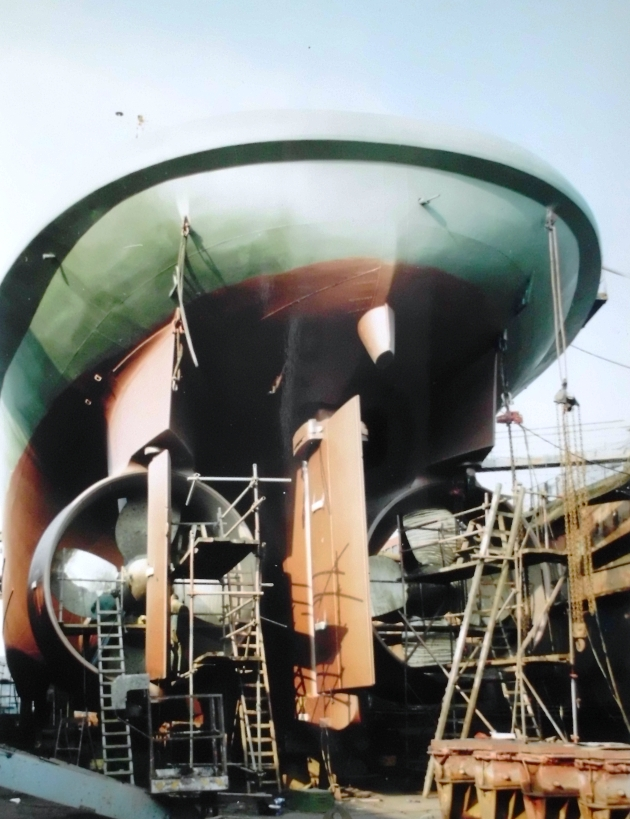
Le remorqueur de sauvetage Oceanic sur le dock flottant, vue sur les hélices et les gouvernails

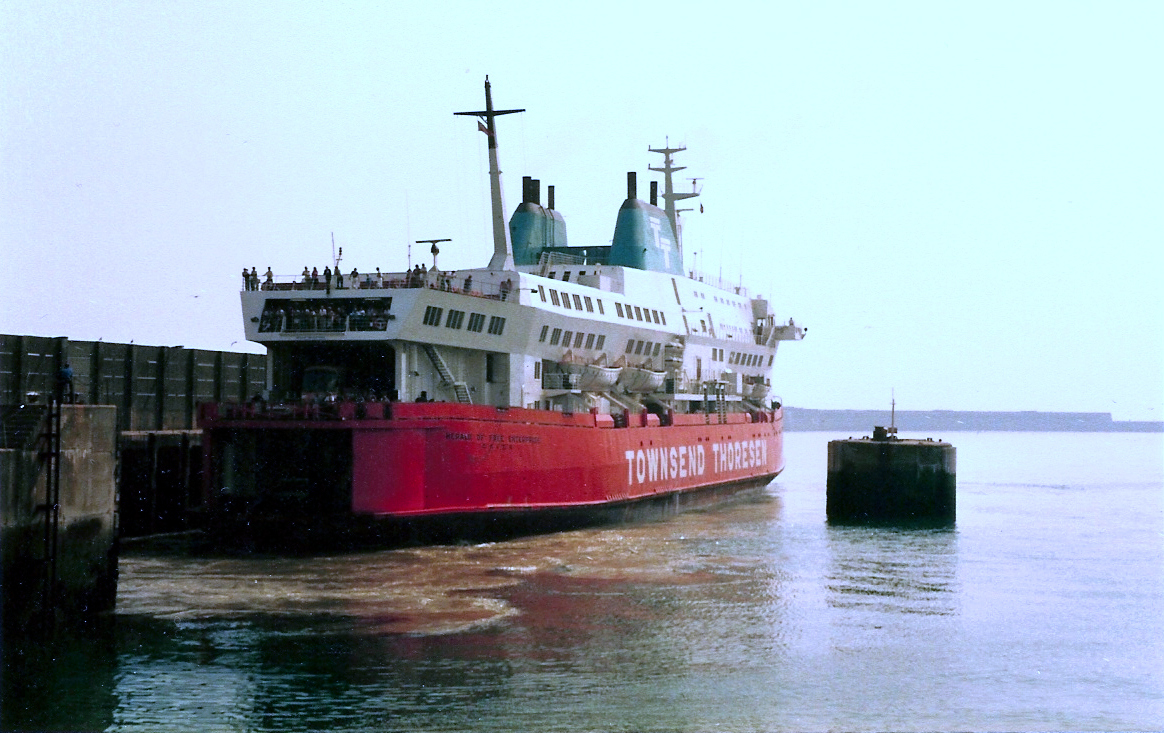
Le Herald of Free Enterprise, livré par Schichau Unterweser AG en 1980, ici à Douvres en 1984

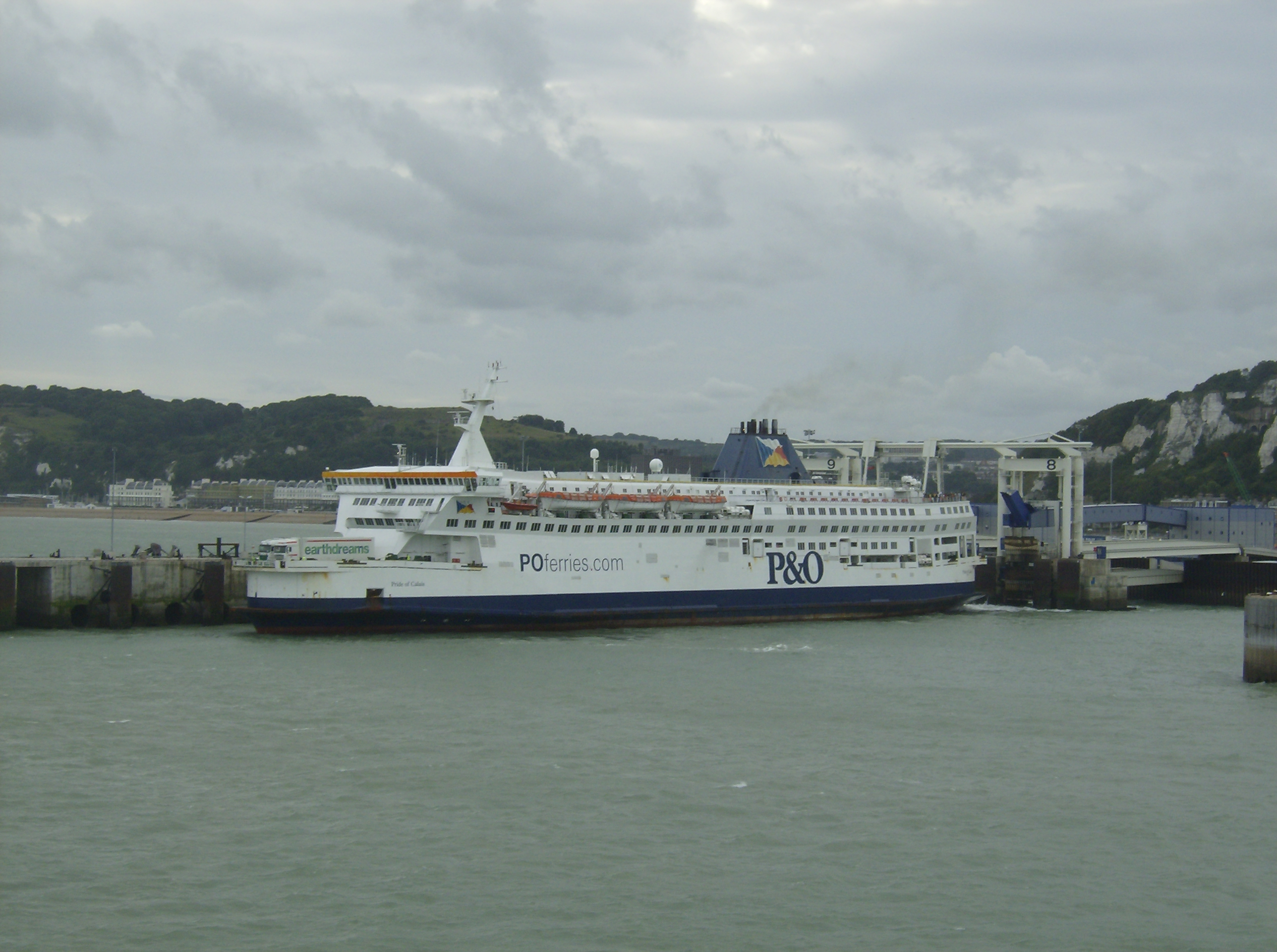
Le Pride of Calais à Douvres, construit en 1987 par Schichau Unterweser AG

## Historique de l’entreprise

### Après-guerre (1945-1949)
Hermann Noë était auparavant directeur général de Schichau-Werke avec environ 43 000 employés à Elbing, Dantzig et Königsberg. La famille Noë a réussi à s’échapper de Dantzig en mars 1945 avec un torpilleur qui était dans le chantier naval pour réparations. Au début de 1945, quelques coques de sous-marins et de torpilleurs inachevées ont été remorquées jusqu’à Bremerhaven, mais leur construction ne s’est pas terminée dans les derniers mois de la guerre. Les opérations ont repris au nouveau port de Bremerhaven, sur l’ancien site de l’entrepreneur de sauvetage W. Schuchmann, avec les anciens employés des chantiers navals perdus à l’est, dans des conditions difficiles. Initialement, avec environ 300 employés, l’entreprise a réalisé principalement des travaux sidérurgiques et des réparations de machines agricoles. Des wagons à poissons pour le port de pêche ont été construits, des locomotives et des tramways ont été réparés. Des machines de découpe à flamme à commande photoélectrique ont été développées, conçues, construites et commercialisées sous le nom de « Schichau Monopol ».
Après l’autorisation par les Alliés de la reprise de la construction navale, de petits navires ont été construits, principalement pour la pêche. Comme aucune cale de halage n’était disponible, les navires ont été mis à l’eau avec la grue flottante (élévateur empilable). Ce n’est que plus tard qu’un transbordeur temporaire a été érigé.

### Dock flottant de Gdansk
Le dock flottant de Dantzig (100 mètres de long, 28 mètres de large, 3000 tonnes de capacité de charge) a été transféré à Lübeck à temps avant la fin de la guerre. Il a été attribué à l’Angleterre sous le numéro TNC 57. Le gouvernement fédéral l’a racheté à l’Angleterre avec d’autres quais flottants et, après de longues et difficiles négociations, il a été rendu à F. Schichau AG en 1953. Il était situé dans le Kaiserhafen III de Bremerhaven à l’extrémité sud du quai des bananes et était particulièrement utilisé pour les réparations navales, mais était également utilisé par d’autres chantiers navals de Bremerhaven pour les extensions de navires. En 1968, le quai a été agrandi de 24 mètres et a reçu une grue. L’extension a été construite au chantier naval de Seebeckwerft. Le quai et l’extension ont été assemblés dans une cale sèche de l’exploitation technique de Norddeutscher Lloyd et peuvent soulever 4000 tonnes depuis lors.

### Construction de remorqueurs (1969)
F. Schichau AG a pu s’appuyer sur l’histoire et les grands succès de son prédécesseur « Schichau Werke », qui s’est développé de 1837 à 1945 grâce à des produits sophistiqués, une bonne politique commerciale, la croissance, mais aussi par l’achat d’autres entreprises. D’autre part, au début des années 1960, il était considéré comme le premier chantier naval spécial pour la construction de remorqueurs.
Les remorqueurs de sauvetage les plus puissants au monde tels que le Pacific (1962-2001), l'Oceanic (livraison en 1969) et l'Arctic (livraison en 1969) ont été construits ici et utilisés comme remorqueurs de sauvetage et de haute mer. Ils avaient une puissance de 10 000 ch, qui a ensuite été augmentée à 13 000 ch en installant de nouveaux systèmes de propulsion. Ils ont été utilisés par le Bugsier Reederei Hamburg (Schuchmann) principalement comme remorqueurs de sauvetage. L'Arctic a été converti en yacht en 1994 et s’appelle depuis Arctic P.

### Fusion (1972)
La crise des chantiers navals au début des années 1970 a entraîné de grandes difficultés pour de nombreux chantiers navals. Certains chantiers navals ont dû fermer, d’autres ont fusionné. F. Schichau AG a fusionné en 1972 avec la société de construction navale Unterweser GmbH, également basée à Bremerhaven. Fondée en 1903 sous le nom de Delphin Riedemann & Co et rebaptisée Schiffbau-Gesellschaft Unterweser GmbH en 1910, cette société s’était concentrée sur la construction de navires de pêche, de ferries et de navires spéciaux. La société résultant de la fusion s’est appelée Schichau Unterweser AG, en abrégé SUAG. Dès lors, elle a construit principalement des ferries (par exemple le Pride of Calais), des ravitailleurs de plates-formes pétrolières, des dragues et d’autres navires spéciaux.

### Intégration dans le Vulkan Verbund et fusion avec Seebeck (1984)
Le mouvement de fusions dans la construction navale allemande se sont poursuivis, et SUAG a été intégrée à Vulkan-Verbund en 1984. Elle a fusionné avec Seebeckwerft AG en 1988 pour former Schichau-Seebeckwerft AG.

## Navires construits par le chantier naval (sélection)
- Corinna Drescher, porte-conteneurs, 1978.
- Arctic, remorqueur de sauvetage, 1969.
- Oceanic, remorqueur de sauvetage, 1969.
- Pacific, remorqueur en haute mer à partir de 1962.
- Herald of Free Enterprise, ferry Ro-Ro de 1980, connu pour son accident en 1987.
- European Gateway, ferry RoRo et cargo à partir de 1975.
- Helgoland et Fehmarn de la classe Helgoland, remorqueurs de sauvetage à partir de 1966.
- Wangerooge, Spiekeroog, Langeoog, Baltrum Norderney et Juist de la classe Wangerooge, remorqueurs maritimes de la marine allemande de 1968 à 1971.
- MV Victor Hensen, Navire océanographique de 1975.